# Bắc Đấu

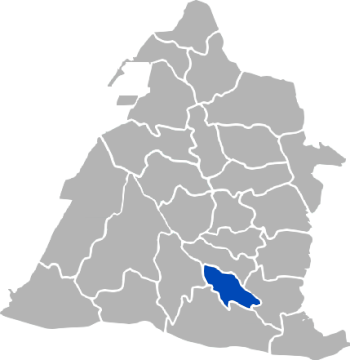
Vị trí tại Chương Hóa

Bắc Đấu (tiếng Trung: 北斗鎮; bính âm: Běidǒu Zhèn) là một trấn của huyện Chương Hóa, tỉnh Đài Loan, Trung Hoa Dân Quốc (Đài Loan). Trấn nằm trên dòng sông Trạch Thủy và đã có đường sắt chạy qua từ thời Nhật Bản đô hộ Đài Loan. Tổng diện tích của trấn là 19,2544 km², dân số vào tháng 8 năm 2011 là 33.429 người thuộc 10.045 hộ gia đình, mật độ cư trú đạt 1736,2 người/km².